# Slavkov (ort i Tjeckien, lat 49,92, long 17,84)
Slavkov är en ort i Tjeckien. Den ligger i den östra delen av landet, 240 km öster om huvudstaden Prag. Slavkov ligger 296 meter över havet och antalet invånare är 1 686.
Terrängen runt Slavkov är platt norrut, men söderut är den kuperad. Runt Slavkov är det ganska tätbefolkat, med 111 invånare per kvadratkilometer. Närmaste större samhälle är Opava, 5,1 km öster om Slavkov. Trakten runt Slavkov består till största delen av jordbruksmark.